# Шлейфер Георгій Павлович
Шле́йфер Гео́ргій Па́влович (нім. Georg Schleifer, рос. Георгий Павлович Шлейфер; 4 [16] червня 1855, Київ, Російська імперія — 27 березня [9 квітня] 1913, Київ, Російська імперія) — архітектор і громадський діяч німецького походження, дійсний статський радник, жив і працював у Києві.

## Біографія
Народився у Києві, в сім'ї архітектора Павла Шлейфера. Навчався до 3-го класу включно у Другій київській гімназії, потім перевівся до Першої київської гімназії, яку закінчив 1874 року.
Архітектурну освіту отримав у Петербурзькому будівельному училищі. Закінчив його 1882 року зі званням цивільного інженера 1-го розряду. Повернувшись до Києва викладав малювання в Інституті шляхетних дівчат, і деякий час обіймав посаду техніка губернського будівного відділення; вигравши у 28 років конкурс проектів нової споруди київської біржі, швидко здобув відомість і професійний авторитет.
У 1885–1894 роках як член Київської міської управи відповідав за будівельні справи, з 1882 по 1911 рік неодноразово обирався гласним до міської думи. Брав участь у практичному вирішенні низки питань щодо муніципального господарства, зокрема, у 1886–1887 роках надавав свою садибу на Подолі для дослідів у справі артезіанського водопостачання.
Вів успішну підприємницьку діяльність, був крупним домовласником. У 1895 році він заснував і очолив Київське домобудівне товариство.
У 1885 року Георгія Шлейфера обрали одним з директорів Київського кредитного товариства; у 1897 році він став головою правління товариства і цю посаду обіймав до кінця життя.
Помер у Києві 27 березня [9 квітня] 1913 року від кишкової кровотечі, був похований на Аскольдовій могилі (поховання не збереглося).

## Творчість
Спорудам архітектора була притаманна яскравість та пишнота форм, він вживав стильові мотиви неоренесансу, необароко та стилізованого середньовічного зодчества, на початку XX століття намагався опанувати модерн. У ранній період будівної діяльності звертався до скромних прагматичних форм «цегляного стилю», але надалі, завдяки значним прибуткам від підприємництва, не мав потреби у систематичному замовному проектуванні та брався лише за найбільш ефектні проекти.

### Роботи у Києві
- Київська біржа на розі вулиць Хрещатицької, 11 й Інститутської (1882–1886, не збереглась).
- Прибутковий будинок на Хрещатицькій вул., 44 (1883, 1889 надбудований Андрієм Крауссом).
- Надбудова житлового будинку Ф. Дузинкевича на Трьохсвятительскій вулиці (нині — Десятинна вулиця, 14; 1886).
- Власний особняк на Банковій вулиці, 13 (1896, не зберігся).
- Синагога Лазаря Бродського на розі вулиць Малої Васильківської, 13 і Рогнідинської (1897–1898).
- Комерційне училище на Бульварно-Кудрявській вулиці, 24 (1897–1898; значно реконструйований).
- Міське початкове училище ім. Бунге на розі вулиць Липської, 18 та Єлизаветинської, 5 (1901–1904, будував Едуард Брадтман).
- Власний прибутковий будинок на розі вулиць Інститутської, 13 і Садової, 4 (1909–1910).

Входив до керівництва домобудівного товариства для забудови так званої садиби Мерінга. Значною мірою сприяв створенню архітектурного комплексу Миколаївської вулиці, де ним у співавторстві з Брадтманом були зведені, зокрема:
- готель «Континенталь», Миколаївська вул., 5 (1895–1897),
- театр Соловцов, Миколаївська площа
- будинок Гінзбурга, Миколаївська вул., 9.
- будинок барона Гессельбейна, Миколаївська вул., 15
- будинок Промислового банку, Миколаївська вул., 2, ріг Хрещатицької (1898, не зберігся),
- прибутковий будинок, Миколаївська вул., 1, ріг Хрещатицької (1895–1897, не зберігся).

## Цікаві подробиці
- Георгій Шлейфер захоплювався колекціонуванням предметів мистецтва; у його домашній галереї зберігалися твори відомих російських та українських художників, в тому числі й Тараса Шевченка[3].
- У книзі Дмитра Малакова «Київ. 1939–1945. Post scriptum: фотоальбом»[4] вміщено фотографію 1943 року, начебто під час нацистської окупації Києва 1941–1943 років сучасна площа Івана Франка мала назву «площа фон Шлейфер» (нім. Von Schleifer Platz). Однак нині за рядом ознак історики вважають це фото радянською пропагандистською фальшивкою[5].

## Зображення

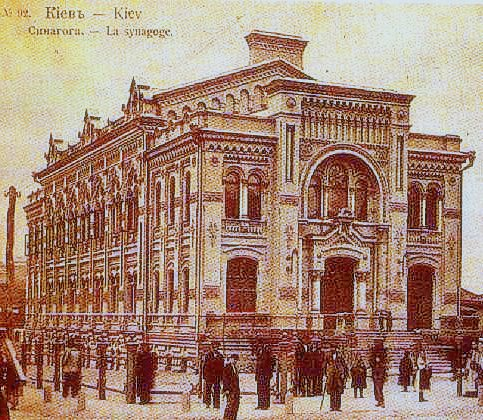
Синагога Бродского, 1901
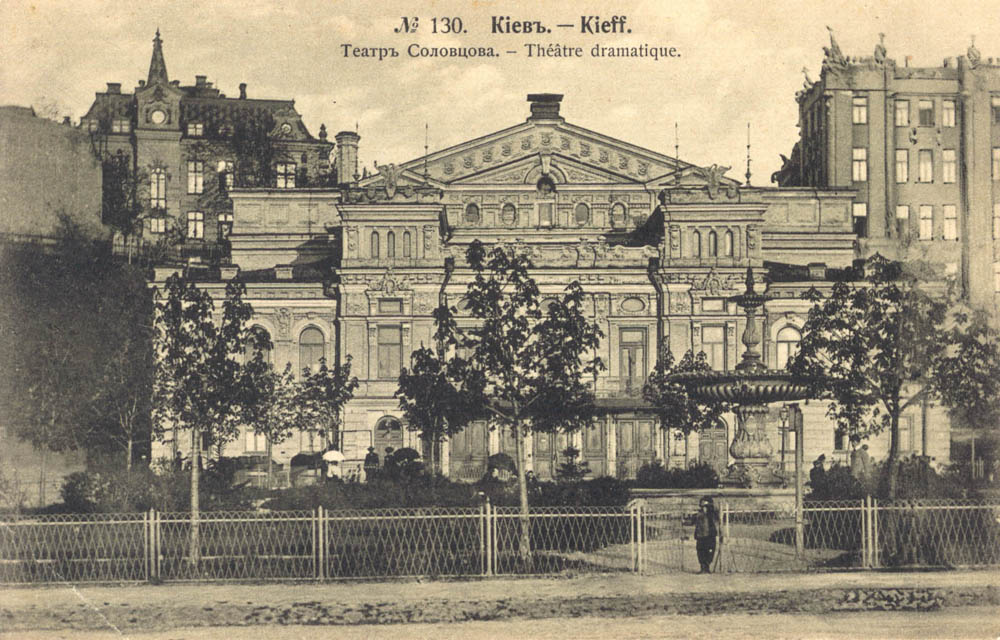
Театр Соловцов, 1900-ті
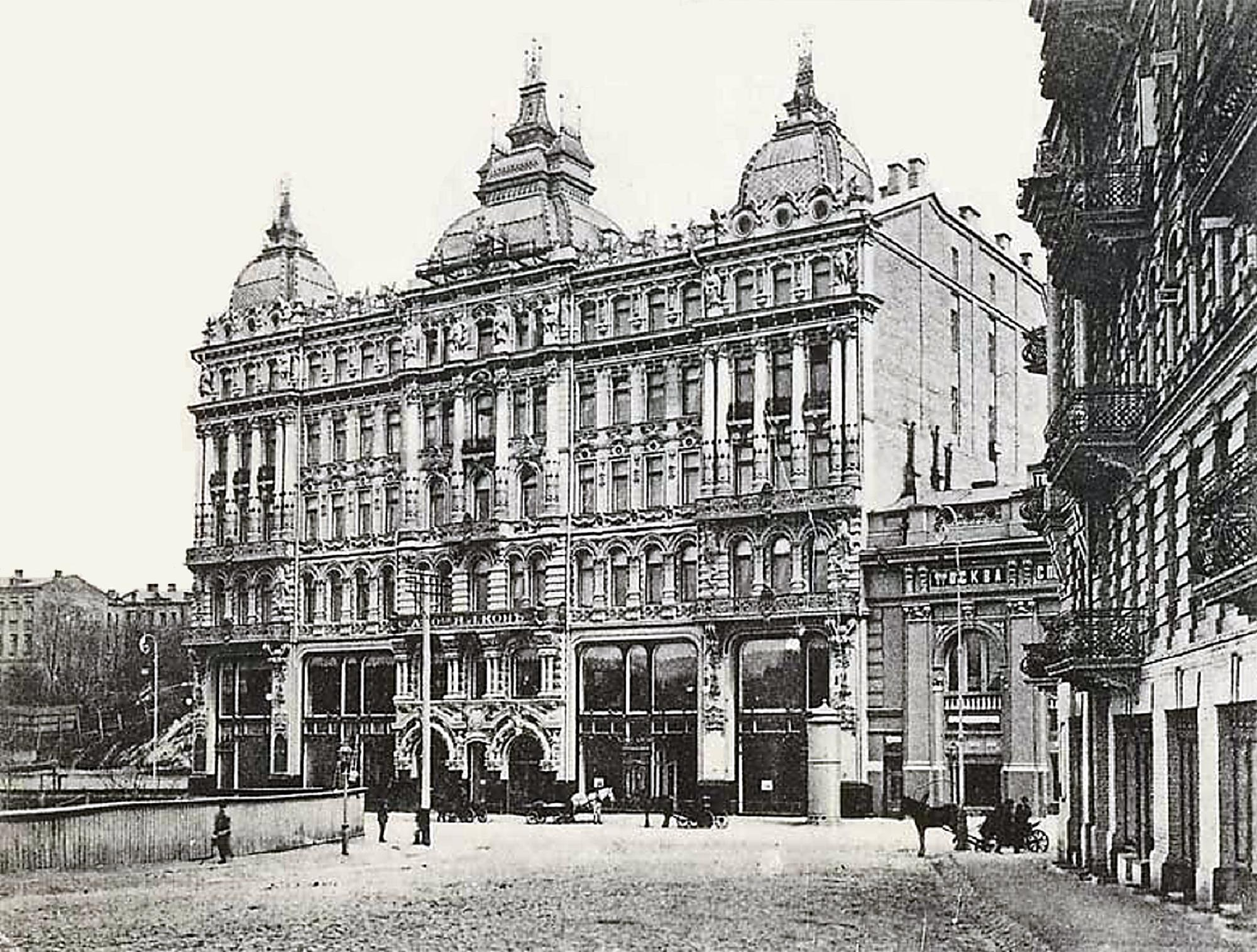
Будинок Гінзбурга, 1900-ті
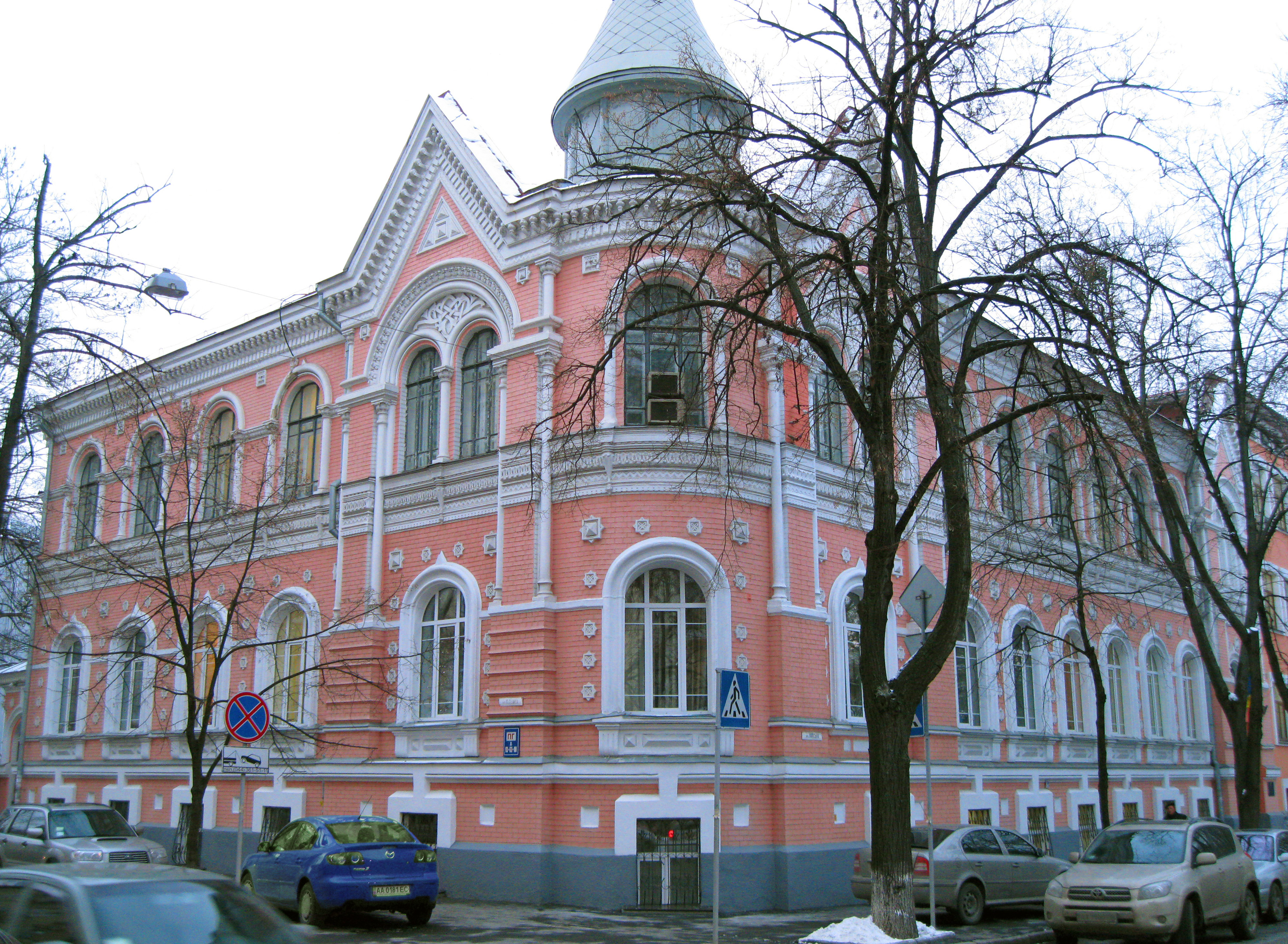
Будинок Міського початкового училища ім. М. Бунге, 2011